# 神戸市立西代中学校
神戸市立西代中学校（こうべしりつ にしだいちゅうがっこう）は、兵庫県神戸市長田区にある公立中学校。

## 沿革
- 1947年 - 開校。

## 部活動

### 運動部
- 野球部
- サッカー部
- 卓球部
- 柔道部
- ソフトテニス部
- バスケットボール部
- 女子バレーボール部

### 文化部
- 吹奏楽部
- 芸術部
- 書華道部
- 放送部

## 通学区域
- 神戸市立宮川小学校の通学区域。
- 神戸市立池田小学校の通学区域。
- 神戸市立蓮池小学校の通学区域(大丸町1、片山町3・4、寺池町3を除く。)
- 神戸市立五位の池小学校の通学区域のうち、大谷町2(1～8番を除く。)・3(18・19番(9～16号)・20～22番・23番(1～20・37～42号)・24番)。[1]

## 卒業生
- 小野田俊蔵（佛教大学歴史学部歴史文化学科教授）
- 杉良太郎（俳優/歌手）
- 西谷敏（法学者）
- 貴島明日香（ファッションモデル及びお天気キャスター)
- 玉田敏郎 （元神戸市副市長、神戸市社会福祉協議会理事長）
- 池脇麻里央（弁護士）

## 交通アクセス
- 神戸高速鉄道「西代駅」より北へ徒歩17分
- 神戸高速鉄道「長田駅」より北東へ徒歩18分
- JR「新長田駅」より北へ徒歩30分
- 神戸電鉄「長田駅」より南西へ300m
- 市バス11番「高取団地前」下車、徒歩5分